# Arzana
Arzana (sardinsky: Àrthana) je italská obec (comune) v provincii Nuoro v regionu Sardinie. Nachází se ve výšce 672 metrů nad mořem a má přibližně 2 200 obyvatel. Rozloha obce je 162,49 km².